# ElleSette
ElleSette è un tour del cantante italiano Luciano Ligabue svolto nel 2007 tra novembre e dicembre con 7 sere consecutive al PalaLottomatica di Roma e 7 sere al Mediolanum Forum di Milano, sotto forma quindi di residency show. Qualche giorno prima dell'ufficializzazione del tour, Ligabue lanciò un sito (www.ellesette.it, ormai inesistente) e il logo del tour, accompagnato dalla scritta "Milano Roma", apparì su alcuni quotidiani italiani. 
Ligabue ha spesso sottolineato come il numero 7 sia un suo personale portafortuna. In concomitanza con l'inizio del tour, a novembre, uscì anche Primo tempo, una raccolta di brani dal 1990 al 1995 con due inediti (Niente paura e Buonanotte all'Italia). 

## Band
- Max Cottafavi: chitarra
- Mel Previte: chitarra
- Josè Fiorilli: tastiere
- Antonio Righetti: basso
- Roberto Pellati: batteria

## Date
- 17 novembre 2007, Roma, PalaLottomatica
- 18 novembre 2007, Roma, PalaLottomatica
- 20 novembre 2007, Roma, PalaLottomatica
- 21 novembre 2007, Roma, PalaLottomatica
- 23 novembre 2007, Roma, PalaLottomatica
- 24 novembre 2007, Roma, PalaLottomatica
- 26 novembre 2007, Roma, PalaLottomatica

- 12 dicembre 2007, Milano, Mediolanum Forum
- 14 dicembre 2007, Milano, Mediolanum Forum
- 15 dicembre 2007, Milano, Mediolanum Forum
- 17 dicembre 2007, Milano, Mediolanum Forum
- 18 dicembre 2007, Milano, Mediolanum Forum
- 20 dicembre 2007, Milano, Mediolanum Forum
- 21 dicembre 2007, Milano, Mediolanum Forum

## Scaletta
1. Sogni di rock 'n' roll
2. Sulla mia strada
3. Bambolina e barracuda
4. L'amore conta
5. Ancora in piedi
6. Si viene e si va
7. Eppure soffia (Pierangelo Bertoli)
8. Ho perso le parole
9. Questa è la mia vita
10. Ho messo via
11. Il giorno dei giorni
12. Bar Mario / Jumpin' jack flash / Nato per me / I duri hanno due cuori / Rebel rebel
13. Gli ostacoli del cuore
14. Certe notti
15. Le donne lo sanno
16. Piccola stella senza cielo
17. Balliamo sul mondo
18. Marlon Brando è sempre lui

Bis:
1. Niente paura
2. Happy hour
3. Urlando contro il cielo
4. Buonanotte all'Italia

Altre canzoni suonate in alcune date: 
- Metti in circolo il tuo amore
- Walter il mago
- Figlio d'un cane
- Il giorno di dolore che uno ha
- I "ragazzi" sono in giro
- Buon compleanno, Elvis!

## Registrazioni Ufficiali
- L7 (registrato al PalaLottomatica di Roma)